# Conus planorbis
Conus planorbis ist der Artname einer Schnecke aus der Familie der Kegelschnecken (Gattung Conus), die im Indopazifik verbreitet ist und sich von Vielborstern, insbesondere Eunicidae ernährt. Laut Röckel, Korn und Kohn ist Conus vitulinus lediglich eine Form dieser Art.

## Merkmale
Conus planorbis trägt ein mittelgroßes bis mäßig großes, mäßig festes bis festes Schneckenhaus, das bei ausgewachsenen Schnecken 4 bis 8 cm Länge erreicht. Die Form vitulinus ist etwas schwerer, aber in ihrem Gewicht sehr variabel. Der Körperumgang ist kegelförmig oder bauchig kegelförmig, der Umriss im Viertel an der Schulter konvex und im übrigen gerade. Die Schulter ist gewinkelt. Das Gewinde ist niedrig, sein Umriss leicht konkav, s-förmig oder konvex. Der Protoconch hat etwa drei Umgänge und misst maximal 0,8 mm. Die Nahtrampen des Teleoconchs sind flach, in den späten Umgängen oft konkav, mit 1 auf 5 bis 7 zunehmenden spiraligen Rillen, doch wird diese Skulpturierung auf den letzten beiden Umgängen oft schwach. Der Körperumgang ist im Drittel oder Viertel an der Basis mit wechselnd erhabenen und körnigen, spiralig in wechselnden Abständen, zur Basis hin jedoch meist dichter verlaufenden Rippen versehen, manchmal auch zur Schulter hin mit schwachen Rippen, doch vergeht die Skulpturierung bei großen Individuen.
Die Grundfarbe des Gehäuses ist bei der typischen Form weiß, manchmal auf dem Körperumgang unterfärbt mit Kremfarbe oder Dunkelgelb, doch selten auf den Nahtrampen. Der Körperumgang ist beiderseits der Mitte mit jeweils einer breiten gelblichen bis dunkelbraunen spiraligen Bande überzogen, die sich manchmal farblich mit den Nachbarflächen mischt, aber für gewöhnlich in der Mitte und an der Schulter jeweils eine Bande in der Grundfarbe freilässt, wobei die Bande an der Schulter sehr schmal und mit braunen axialen Markierungen übersät sein kann.
Bei der Form vitulinus ist die Grundfarbe des Gehäuses wie bei der typischen Form weiß, doch ist der Körperumgang beiderseits der Mitte mit jeweils einer breiten dunkelgelben bis dunkelbraunen spiraligen Bande überzogen, beide entweder durchgehend oder reduziert und gespalten in axiale Streifen und Flammen. Dunkelbraune axiale Streifen oder Flammen kreuzen die braunen Banden wie auch die in der Grundfarbe, wobei letztere in ihrer Breite variieren und spärlich bis dicht mit dunkelbraunen axialen Markierungen gezeichnet sind.
Beide Farbformen – die typische und vitulinus – treten an zahlreichen Orten sympatrisch auf und gehen ineinander über. In beiden Formen und ihren Übergängen können sich übereinander liegende gepunktete, gestrichelte oder durchgehende braune bis dunkelbraune spiralige Linien von der Basis bis zur Schulter erstrecken und dabei in ihrer Anzahl und Dichte variieren.
Die Basis und die siphonale Fasciole sind violett und oft durch eine darüberliegende dunkelbraune Färbung verdunkelt. Der Apex ist kremfarben. Die späten Nahtrampen haben wechselnd zahlreiche braune Radialmarkierungen, die sich in der Form vitulinus und in Zwischenformen oft bis zum Bereich an der Schulter erstrecken. Das Innere der Gehäusemündung ist weiß, an der Basis violett bis braun.
Das dünne und durchscheinende bis dicke und fast undurchsichtige Periostracum ist grau, gelb oder braun. Es hat gebüschelte Spirallinien auf dem Körperumgang und den Nahtrampen, an der Schulter eine etwas längeren Saum.
Die Schnecke selbst ist gelb, die Oberseite des Fußes mittig heller, seitlich und vorn manchmal weiß gepunktet, die Randbereiche mit braunen bis schwarzen Markierungen gefleckt, die vorn zusammenfließen können, hinten dagegen auch fehlen können. Die Fußsohle ist dunkelgelb mit blassen Flecken und spärlichen braunen Flecken. Das Rostrum ist dunkelgelb, die Proboscis etwas blasser. Der Sipho ist blassgelb mit einer dunkelgelben Kante und einem schwärzlich-braunen Ring auf einem Drittel oder der Hälfte der Länge von der Spitze aus.
Die mit einer Giftdrüse verbundenen, kleinen Radula-Zähne sind bei der Form vitulinus untersucht worden. Sie haben an der Spitze einen Widerhaken und auf der Gegenseite einen zweiten Widerhaken. Sie sind durch eine Doppelreihe vorragender Zähnchen über die Länge des zweiten Widerhakens oder bis zum Doppelten dieser Länge gesägt. An der Basis sitzt ein deutlicher Sporn.

## Verbreitung und Lebensraum
Conus planorbis ist im zentralen und westlichen Pazifischen Ozean einschließlich Hawaii verbreitet, wahrscheinlich aber auch im Indischen Ozean an den Maskarenen und Seychellen. Er lebt in der Gezeitenzone und bis in Meerestiefen von etwa 60 m auf Rifffelsen unter toten Korallen, auf sandigen Untergründen mit Algenbewuchs, auf Korallen und Geröll. Beide Formen (planorbis und vitulinus) treten sympatrisch auf.

## Entwicklungszyklus
Wie alle Kegelschnecken ist Conus planorbis getrenntgeschlechtlich, und das Männchen begattet das Weibchen mit seinem Penis. Das Weibchen legt an der Unterseite von Felsen etwa 23 mm lange und 16 bis 17 mm breite Eikapseln auf gemeinsamen Basalplatten ab. Die darin befindlichen Eier haben einen Durchmesser von rund 225 µm, woraus geschlossen wird, dass die Veliger-Larven mindestens 21 Tage lang frei schwimmen, bevor sie niedersinken und zu kriechenden Schnecken metamorphosieren.

## Ernährung
An der Küste von Hawaii frisst die Form vitulinus von Conus planorbis errante Vielborster der Familie Eunicidae, die sie mit ihren Radulazähnen sticht und mithilfe des Gifts aus der Giftdrüse immobilisiert.

## Taxonomie und Status vonConus planorbisundConus vitulinus
Conus planorbis wurde von Ignaz von Born 1778 erstbeschrieben, Conus vitulinus dagegen durch Christian Hee Hwass in der Encyclopédie méthodique – Histoire naturelle des vers von Jean-Guillaume Bruguière 1792. Beide treten sympatrisch auf. Laut Dieter Röckel, Werner Korn und Alan J. Kohn (1995) ist letzterer keine eigene Art und auch keine Unterart, sondern lediglich eine Farbform von Conus planorbis.